# Districtul Nam Nao
Nam Nao (în thailandeză น้ำหนาว) este un district (Amphoe) din provincia Phetchabun, Thailanda, cu o populație de 15.485 de locuitori și o suprafață de 620,0 km².

## Componență
Districtul este subdivizat în 4 subdistricte (tambon), care sunt subdivizate în 30 de sate (muban).
| 1. | Nam Nao    | น้ำหนาว |  |
| 2. | Lak Dan    | หลักด่าน |  |
| 3. | Wang Kwang | วังกวาง |  |
| 4. | Khok Mon   | โคกมน  |  |